# Mark Ashley

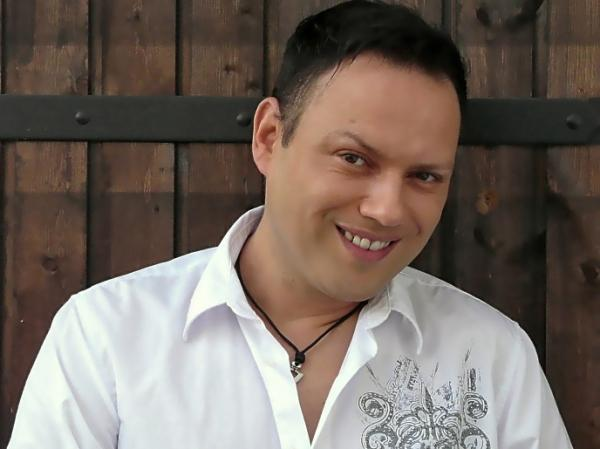
Retrato de Mark Ashley

Mark Ashley, nacido en 1973 en Apolda Alemania.
Géneros musicales Euro Disco Eurodance.
Instrumento voz.
Periodo de actividad 1998 actualidad.
Músicos colaboradores Systems in Blue.
Mark Ashley es un cantante alemán, nacido en Apolda Turingia.
En la actualidad reside en Bad Salzungen.
Desde muy niño demostró poseer talento como cantante. A los 13 años fue descubierto por el productor Steffen.
Ehrhardt en una discoteca, en donde Mark Ashley estaba participando en un concurso de imitadores de Modern Talking.
La voz de Mark Ashley recuerda mucho a la del componente de Modern Talking Thomas Anders.

## Historia
Mark Ashley es un cantante alemán, nacido en Apolda Turingia Alemania. Desde la niñez demostró una gran vocación musical, destacando su talento como vocalista.
En 1986, Mark Ashley participó en un concurso de imitadores de Modern Talking, y aunque solo tenía 13 años de edad, su voz, muy similar a la del vocalista de Modern Talking Thomas Anders, llamó la atención del productor Steffen Ehrhardt, que le ayudó a dar sus primeros pasos como cantante profesional.
La definitiva disolución de Modern Talking en el año 2003, hizo que algunos sellos discográficos alemanes quisiesen continuar creando producciones musicales que recordasen al sonido Modern Talking creado en los años ochenta por el equipo de producción musical de Dieter Bohlen.
Gracias a esa idea de continuar con el sonido Modern Talking, en el año 2008 Mark Ashley publicó su primer disco como solista titulado Heartbreak Boulevard. El disco fue producido por Rolf Kohler Michael Scholz y Detlef Wiedeke componentes todos ellos del grupo Systems In Blue y conocidos a nivel internacional por haber sido las tres voces de los coros con falsete de las canciones de Modern Talking C.C.Catch o Blue System además de haber formado parte del equipo del productor Dieter Bohlen.
El trágico fallecimiento de Rolf Kohler a causa de un infarto cerebral cortó en seco este proyecto, y no llegó a publicarse ningún otro disco de Mark Ashley producido por los Systems In Blue.

## Discografía
Discos
2008 Heartbreak Boulevard
Singles
2008 Back to the summer 97
2008 Jeannie moviestar